# パイククリーク (デラウェア州)
パイククリーク（英: Pike Creek）は、アメリカ合衆国デラウェア州北部ニューキャッスル郡に位置する国勢調査指定地域(CDP)。人口は7,808人（2020年）。非法人地域であるが、人口ではデラウェア州内で十指に数えられる。

## 地理
パイククリークは北緯39度44分6秒 西経75度41分49秒 / 北緯39.73500度 西経75.69694度に位置する。
アメリカ合衆国国勢調査局に拠れば、市域全面積は6.1平方マイル (15.9 km2)であり、すべて陸地である。

## 人口動態
以下は2000年の国勢調査による人口統計データである。
| 基礎データ - 人口: 19,751人 - 世帯数: 8,201世帯 - 家族数: 5,166家族 - 人口密度: 1,244.0人/km2（3,220.8人/mi2） - 住居数: 8,415軒 - 住居密度: 530.0軒/km2（1,372.2軒/mi2） 人種別人口構成 - 白人: 88.30% - アフリカン・アメリカン: 4.09% - ネイティブ・アメリカン: 0.17% - アジア人: 5.58% - 太平洋諸島系: 0.10% - その他の人種: 0.63% - 混血: 1.14% - ヒスパニック・ラテン系: 2.59% 年齢別人口構成 - 18歳未満: 22.9% - 18-24歳: 8.4% - 25-44歳: 35.0% - 45-64歳: 24.6% - 65歳以上: 9.1% - 年齢の中央値: 36歳 - 性比（女性100人あたり男性の人口） - 総人口: 91.8 - 18歳以上: 88.7 | 世帯と家族（対世帯数） - 18歳未満の子供がいる: 30.1% - 結婚・同居している夫婦: 52.2% - 未婚・離婚・死別女性が世帯主: 8.2% - 非家族世帯: 37.0% - 単身世帯: 29.0% - 65歳以上の老人1人暮らし: 5.9% - 平均構成人数 - 世帯: 2.36人 - 家族: 2.98人 収入と家計 - 収入の中央値 - 世帯: 71,655 米ドル - 家族: 84,076米ドル - 性別 - 男性: 56,476米ドル - 女性: 40,273米ドル - 人口1人あたり収入: 32,939米ドル - 貧困線以下 - 対人口: 1.6% - 対家族数: 0.9% - 18歳以下: 1.2% - 65歳以上: 3.9% |

## 名所
- ゴールデイ・ビーコム・カレッジ